# Botby gårds kapell
Botby gårds kapell (finska: Puotilan kappeli) är en kyrka i Botby gård i Helsingfors som har inretts i ett gammalt sädesmagasin. Dess orgel med tio register tillverkades 1970 av Kangasala orgelbyggeri. Kyrkans renovering blev färdig 2010. Kyrkan används av Vartiokylän seurakunta.